# Josep Maria Pou
Josep Maria Pou i Serra (Mollet del Vallès, 19 novembre 1944) è un attore spagnolo.

## Filmografia parziale

### Cinema
- La noche más hermosa, regia di Manuel Gutiérrez Aragón (1984)
- El caballero del dragón, regia di Fernando Colomo (1985)
- Remando al viento, regia di Gonzalo Suárez (1988)
- Pont de Varsòvia, regia di Pere Portabella (1990)
- Historias del Kronen, regia di Montxo Armendáriz (1995)
- El efecto mariposa, regia di Fernando Colomo (1995)
- Los años bárbaros, regia di Fernando Colomo (1998)
- La hora de los valientes, regia di Antonio Mercero (1998)
- Amic/Amat, regia di Ventura Pons (1999)
- Goya (Goya en Burdeos), regia di Carlos Saura (1999)
- Mare dentro (Mar adentro), regia di Alejandro Amenábar (2004)
- Tiovivo c. 1950, regia di José Luis Garci (2004)
- Dal profondo delle tenebre (Beneath Still Waters), regia di Brian Yuzna (2005)
- Las manos, regia di Alejandro Doria (2006)
- Miguel y William, regia di Inés París (2007)
- Carlito alla conquista di un sogno (Carlitos y el campo de los sueños), regia di Jesús del Cerro (2008)
- Blancanieves, regia di Pablo Berger (2012)
- Murieron por encima de sus posibilidades, regia di Isaki Lacuesta (2014)
- Sequestro (Secuestro), regia di Mar Targarona (2016)
- Abracadabra, regia di Pablo Berger (2017)
- Las leyes de la termodinámica, regia di Mateo Gil (2018)
- Il Regno, regia di Rodrigo Sorogoyen (2018)
- L'albero del sangue (El árbol de la sangre), regia di Julio Medem (2018)
- Cerrar los ojos, regia di Víctor Erice (2023)

### Televisione
- Novela - serie TV, 8 episodi (1975-1977)
- Compuesta y sin novio - serie TV, 13 episodi (1994)
- Estació d'enllaç - serie TV, 140 episodi (1994-1999)
- Policías, en el corazón de la calle - serie TV, 83 episodi (2000-2003)
- Películas para no dormir: Adivina quién soy - film TV (2006)
- Vicente Ferrer - film TV (2013)
- Nit i dia - serie TV, 13 episodi (2017)
- La cattedrale del mare (La catedral del mar) - serie TV, 5 episodi (2018)